# Округ Санта Клара
Округ Санта Клара (енгл. Santa Clara County) округ је у савезној држави Калифорнија, САД. Налази се на јужном крају Заливске области Сан Франциска. Највећи град и седиште округа је Сан Хозе. Урбанизована Долина Санта Клара је позната као Силицијумска долина, иако се данас под појмом „Силицијумска долина“ подразумевају још неке области изван долине Санта Клара. Санта Клара је један од 27 првобитних округа Калифорније који су формирани 18. фебруара 1850.
Према попису из 2010, округ је имао 1.781.642 становника, и био је шести најнасељенији округ у Калифорнији, и најнасељенији округ у Заливској области Сан Франциска.

## Највећи градови
| Град        | Бр. становника (2010) |  |
| ----------- | --------------------- |  |
| Сан Хозе    | 945.942               |  |
| Санивејл    | 140.081               |  |
| Санта Клара | 116.468               |  |
| Маунтин Вју | 74.066                |  |
| Милпитас    | 66.790                |  |